# Phrurolithus wallacei
Phrurolithus wallacei är en spindelart som beskrevs av Willis J. Gertsch 1935. Phrurolithus wallacei ingår i släktet Phrurolithus och familjen flinkspindlar. Inga underarter finns listade i Catalogue of Life.